# Рождество Богородично (Калища)
„Рождество на Пресвета Богородица“ (на македонска литературна норма: Рождество на Пресвета Богородица) е скална православна църква в Калищкия манастир край охридското село Калища, Северна Македония, в планината Ябланица. Днес църквата е част от Дебърско-Кичевската епархия.
Предполага се, че църквата е изсечена в периода XIV – XV век. Фреските в нея са от втората половина на XVI век. Вътрешността на църквата е изпълнена с великолепни стенописи от Стария и Новия завет. Всички подписи са на черковнославянски. Една от най-интересните и изключително важни композиции в църквата е изобразената в люнета на северната стена композиция на Свети Кирил Философ и Свети Климент Охридски, която е голяма рядкост за периода си.

## Галерия
- Икона на „Черна Богородица“
- Вътрешността на църквата
- Стенопис на Исус Христос